# Helgustaðir

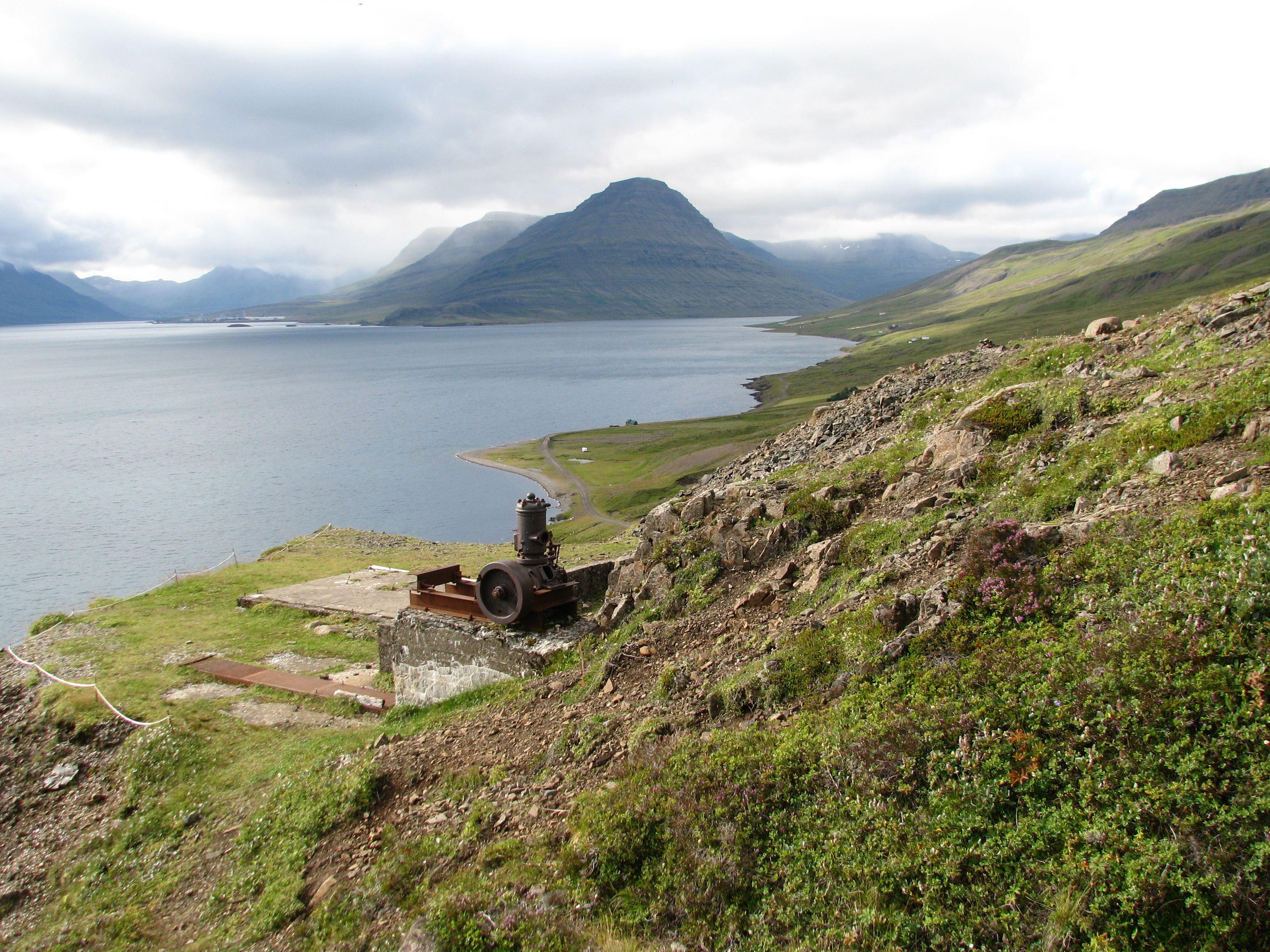
Rester av Helgustaðirgruvan.

Helgustaðir är en gård nära Eskifjörður vid norra sidan av Reyðarfjörður i östra Island, som är känd för en fyndighet av islandsspat.
Helgustaðirgruvan ligger på en bergssluttning mot Reyðarfjörður. Där har brutits ansenliga kvantiteter islandsspat från 1668 till 1925.
År 1668 fann en geologisk expedition genomskinlig kalcit vid gården Helgustaðdir, varav en del köptes av den danske vetenskapsmannen Rasmus Bartholin. Denne undersökte mineralets dubbelbrytning och dokumenterade sina observationer 1669 i skriften Experimenta crystalli Islandici disdiaclastici quibus mira & insolita refractio detegitur. Kalkspaten från Helgustaðdir rönte därefter stor efterfrågan från vetenskapsmän i flera europeiska länder.
Under kung Fredrik III:s tid gav tillstånd till att utvinna islandsspat i Helgustaðdir. Den bröts först i liten skala – en expedition från Kontinentaleuropa på 1830-talet uppges ha fraktat hem 30–40 ton. På 1850-talet organiserades drift i större skala och utvinningen ökades ytterligare 1863–1872. Verksamheten drevs av danska köpmän i den närmaste staden mot en koncessionsavgift till den danska staten, vilken tillika var ägare till en fjärdepart i själva gården Helgustaðdir. 
Regeringen stängde gruvan 1872 för att dess produktion inte skulle översvämma marknaden för islandsspat, eftersom det fanns kvar stora lager från tioårsperioden innan. Gruvan ägdes helt av staten från 1879. Under 1882 och 1886 bröts smärre kvantiteter, men i övrigt låg brottet för fäfot till 1895, varefter driften återupptogs fram till 1914. Under denna tid blev det dock svårare och svårare att hitta brytvärda kvantiteter av högkvalitativa kristaller, och vissa år utvanns ingen islandsspat alls.
År 1920 lät den isländska regeringen gräva ut en tunnel under brottet, varefter några få ton högvärdiga kristaller kunde exporteras under de närmast följande åren. Omkring 1925 kunde dock kvalitativ islandspat fås fram till lägre kostnad i Sydafrika, varför den isländska brytningen åter lades ned. Efter 1925 har ingen kalkspat brutits i Helgustaðir, men material har tagits från slagghögarna fram till 1960-talet för att efter krossning användas som byggnadsmaterial.
År 1975 byggnadsminnesförklarades Helgustaðirgruvan. År 1995 utgavs ett frimärke med en bild av islandsspat från Helgustaðir.